# Adrian Grenier
Adrian Grenier (Santa Fe, 10 de julio de 1976) es un actor, músico y director estadounidense. Es conocido por su papel principal en la serie de la HBO Entourage (El séquito) (2004-2011) y posterior película Entourage (2015), donde encarna al actor Vincent Chase.

## Biografía

### Primeros años
Grenier nació en Nuevo México y vivió en Brooklyn, Nueva York, con su madre, Karesse Grenier, una agente inmobiliaria. Su madre conoció a su padre, John Dunbar, en una comunidad hippie en los 70s, pero nunca se casaron. Grenier tiene ascendencia nativo americana Apache y europea. Estudió en la Fiorello H. La Guardia High School y luego fue al Bard College, donde estudió drama. En 2002 rodó para HBO Shot in the Dark, un documental en el que se mostraba su reencuentro con su padre. Su primo es el actor Evan Ferrante.

### Trayectoria
En 1997, Grenier hizo su debut cinematográfico en el drama independiente Arresting Gena. En 1999, interpretó a la pareja de Melissa Joan Hart en Drive Me Crazy y también en el video musical de Britney Spears "Crazy" (min 0:08), y en 2001 protagonizó Harvard Man, de James Toback. En 2002 debutó como director con el documental Shot in the Dark. El documental muestra los años en busca de su padre, con el que la madre de Grenier rompió cuando Adrian era aún un bebé. Grenier y Dunbar se mantuvieron alejados por 18 años, y en 2001, Adrian comenzó a trabajar en el documental en un intento de forjar una relación con su padre. Los dos eventualmente se reunieron y mantienen una relación cercana.
En 2004, Grenier obtuvo el papel principal en la serie de HBO Entourage, la cual le trajo su éxito más notorio. En 2006, consiguió un papel en El diablo viste de Prada como el novio del personaje de Anne Hathaway, Nate. En agosto de 2007 comunicó estar trabajando en un documental que narraría la relación entre las celebridades y los medios.
El 2 de junio de 2008 lanzó un nuevo show transmitido por Planet Green, Alter Eco, donde él y su equipo de expertos ecologistas muestran qué cambios es posible realizar siendo más respetuoso con la naturaleza.
Además de ser actor y cineasta, Grenier es también un músico, toca la guitarra, batería, corno francés y el piano. Es miembro de dos bandas de Nueva York: es el cantante principal de Kid Friendly y baterista en The Honey Brothers.

### Vida personal
En 2005, Grenier comenzó a salir con la modelo de Sports Illustrated Melissa Keller. La pareja estuvo terminando y volviendo durante dos años.
Aunque siempre se ha mostrado discreto con su vida personal, se le ha relacionado con diversas actrices de Hollywood, entre ellas, Lindsay Lohan, Paris Hilton, Kirsten Dunst e Isabel Lucas.
En agosto de 2007, surgieron rumores de que Grenier estaba saliendo con la socialite Paris Hilton después de haber sido fotografiado en su casa de Malibú (California) mientras estaba grabando un documental que él producía sobre los paparazzis. También fue fotografiado con ella en varios clubs en Nueva York. Grenier negó estos rumores en una entrevista en The Howard Stern Show.
En 2008, Grenier comenzó a salir con la actriz Isabel Lucas. En agosto de 2008, Grenier y Lucas terminaron poco después de que Lucas estuviera envuelta en un accidente automovilístico con Shia LaBeouf.
En el verano de 2009 se le relacionó con Drew Barrymore y Ashley Greene, aunque ninguno de estos romances fue confirmado. Se casó con  Jordan Roemmele en 2022.
Su primer hijo con su esposa Jordan Roemmele nació en mayo de 2023. En 2024, tuvo su segundo hijo.

## Filmografía
| Cine          | Cine                                           | Cine                        | Cine                                                |
| Año           | Título                                         | Rol                         | Notas                                               |
| ------------- | ---------------------------------------------- | --------------------------- | --------------------------------------------------- |
| 1997          | Arresting Gena                                 | Kabush                      |                                                     |
| 1997          | Hurricane Streets                              | Punk                        | Título alternativo: Hurricane                       |
| 1998          | Fishes Outta Water                             |                             |                                                     |
| 1998          | Celebrity                                      | Darrow's Entourage          |                                                     |
| 1998          | The Adventures of Sebastian Cole               | Sebastian Cole              | Título alternativo: Las Aventuras de Sebastián Cole |
| 1999          | Drive Me Crazy                                 | Chase Hammond               |                                                     |
| 2000          | Cecil B. Demented                              | Lyle                        |                                                     |
| 2001          | Harvard Man                                    | Alan Jensen                 |                                                     |
| 2001          | A.I. Inteligencia artificial                   | Adolescente en la camioneta | Título alternativo: Inteligencia Artificial         |
| 2002          | Love in the Time of Money                      | Nick                        |                                                     |
| 2002          | Hart's War                                     | Pvt. Daniel E. Abrams       |                                                     |
| 2002          | Shot in the Dark                               | Él mismo                    | Documental; director, productor                     |
| 2003          | Bringing Rain                                  | Clay Askins                 |                                                     |
| 2003          | Anything Else                                  | Ray Polito                  |                                                     |
| 2004          | Tony N' Tina's Wedding                         | Michael                     |                                                     |
| 2005          | A Perfect Fit                                  | John                        |                                                     |
| 2005          | Across the Hall                                | Julian                      | Cortometraje; productor asociado                    |
| 2006          | El diablo viste de Prada                       | Nate                        |                                                     |
| 2006          | Euthanasia                                     | -                           | Escritor, director                                  |
| 2007          | Off Hour                                       | Bruno                       |                                                     |
| 2008          | Adventures of Power                            | Dallas Houston              |                                                     |
| 2009          | Teenage Paparazzi                              | Él mismo                    | Director, productor                                 |
| 2009          | Where are Who Now                              | -                           | Director, productor                                 |
| 2013          | Goodbye World                                  | James Palmer                |                                                     |
| 2015          | Entourage                                      | Vincent Chase               |                                                     |
| 2016          | Marauders                                      | Agente Especial Wells       |                                                     |
| 2017          | Love at First Glance                           | James Feelding              |                                                     |
| 2018          | Affairs of State                               | Asistente                   |                                                     |
| 2019          | Christmas at Graceland: Home for the Holidays¨ | Owen Read                   |                                                     |
| Televisión    |                                                |                             |                                                     |
| Año           | Título                                         | Rol                         | Notas                                               |
| 2002          | Freshening Up                                  | Noah                        | Cortometraje                                        |
| 2004 - 2011   | Entourage                                      | Vincent Chase               | 96 episodios                                        |
| 2008          | Alter Eco                                      | Él mismo                    | 9 episodios, productor ejecutivo                    |
| 2015-presente | Miles from Tomorrowland                        | Capitán Joe                 | Voz recurrente                                      |
| 2021          | Clickbait                                      | ￼Nick Brewer                |                                                     |

## Premios y nominaciones
| Año  | Premio             | Resultado | Categoría | Trabajo nominado |
| ---- | ------------------ | --------- | --------- | ---------------- |
| 2006 | Teen Choice Awards | Nominado  |           |                  |